# Landgericht Gleusdorf

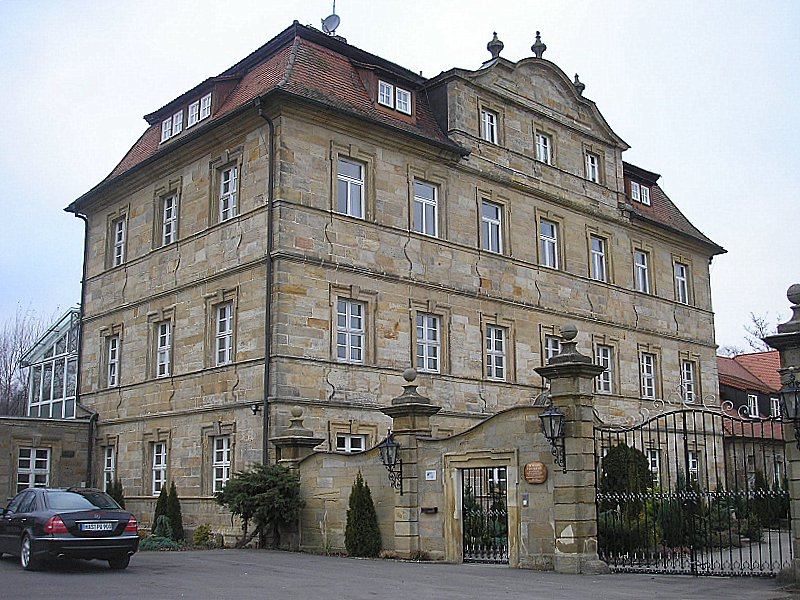
Schloss Gleusdorf

Das Landgericht Gleusdorf war ein von 1804 bis 1808 bestehendes bayerisches Landgericht älterer Ordnung mit Sitz in Gleusdorf im heutigen Landkreis Haßberge. Die Landgerichte waren im Königreich Bayern Gerichts- und Verwaltungsbehörden, die 1862 in administrativer Hinsicht von den Bezirksämtern und 1879 in juristischer Hinsicht von den Amtsgerichten abgelöst wurden.
Im Jahr 1804 wurde im Verlauf der Verwaltungsneugliederung Bayerns das Landgericht Gleusdorf errichtet. 1806 bis 1814 war es dann ein Landgericht im Großherzogtum Würzburg. Dieses wurde nach der Gründung des Königreichs Bayern dem Mainkreis zugeschlagen, dessen Hauptstadt Bamberg war.
Das Landgericht Gleusdorf war im Schloss Gleusdorf untergebracht und wurde 1808 nach Baunach verlegt.
Es bestand ursprünglich aus 
- Gleusdorf, Birkach, Bodelstadt, Bretzenstein, Dorgendorf, Ebing, Eggersbach, Ehrlhof, Freudeneck, Freyberg, Gleußen, Heberndorf, Helsenroth, Hemmendorf, Hiltersdorf oder Zoll, Hösenneuses, Kaltenbrunn, Kaltenherberg, Kreuzhof, Lahm, Lansbach, Lohehof, Medlitz oder Mölz, Messenfeld Mürschbach, Neudorf, Obermerzbach, Poppendorf, Pülsdorf, Püsendorf, Rattelsdorf, Recheldorf, Saugenhof, Schenkenau, Speyersberg, Trüschenhof, Unnersberg, Untermerzbach und Ziegenmühle.
- Hinzu kamen vom Amt Baunach: Baunach, Appendorf, Daschendorf, Godeldorf, Lauter, Leucherhof, Neussig, Welsberg, Zeisenhof
- vom Amt Seßlach: Cathersmühle und Memelsdorf[1]